# Регуляторы общественных отношений
Регуля́торы обще́ственных отноше́ний — совокупность определённых правил и норм, упорядочивающих поведение людей или состояние иных объектов регулирования в различных сферах жизнедеятельности.
В любом обществе существует множество самых различных правил поведения, складывается и действует целая система регуляторов общественных отношений. Ещё в первобытном обществе действовали свои регуляторы — система мононорм (ритуал, миф, обычай), регулировавших значимые для жизни родовой общины наиболее важные общественные отношения.
Существующие в современном обществе регуляторы подразделяются на две большие группы: социальные и технические. В юридической литературе также выделяются стихийные регуляторы.

## Социальные регуляторы
Социальное регулирование — воздействие на поведение людей, общественные отношения с целью придания им определённого направления в развитии. Социальное регулирование следует отличать от технического, биологического и тому подобного регулирования, поскольку оно, в отличие от названных, воздействует только на отношения между людьми.
Социальное регулирование в целом принято делить на нормативное и индивидуальное (казуальное). Нормативное регулирование воздействует на индивидуально-неопределённый круг лиц (то есть на всех людей), а индивидуальное (казуальное) — воздействует на конкретного человека или поимённо определённую группу лиц.
Социальное регулирование осуществляется посредством специальных приёмов, которые принято называть социальные регуляторы.

### Нормативное социальное регулирование
Социальная норма — правило поведения, направленное на регулирование общественных отношений, в той или иной степени подкреплённых мерами социального воздействия. Человек вынужден жить в обществе, поэтому неизбежно вступает в общественные отношения (отношения с людьми и организациями), которые урегулированы социальными нормами.
Социальная норма обладает следующими признаками:
- Общий характер, который заключается в следующем:
  - адресовано индивидуально-неопределённому кругу лиц (одновременно всем людям);
  - регулирует наиболее типичные устойчивые общественные отношения;
  - рассчитано на неоднократное применение;
  - существует длительный заранее неопределённый период времени.
- Регулирует только общественные отношения, то есть отношения между людьми.
- Подкреплена мерами общественного воздействия, чтобы побудить людей её исполнить.

#### Виды социальных норм

##### Право

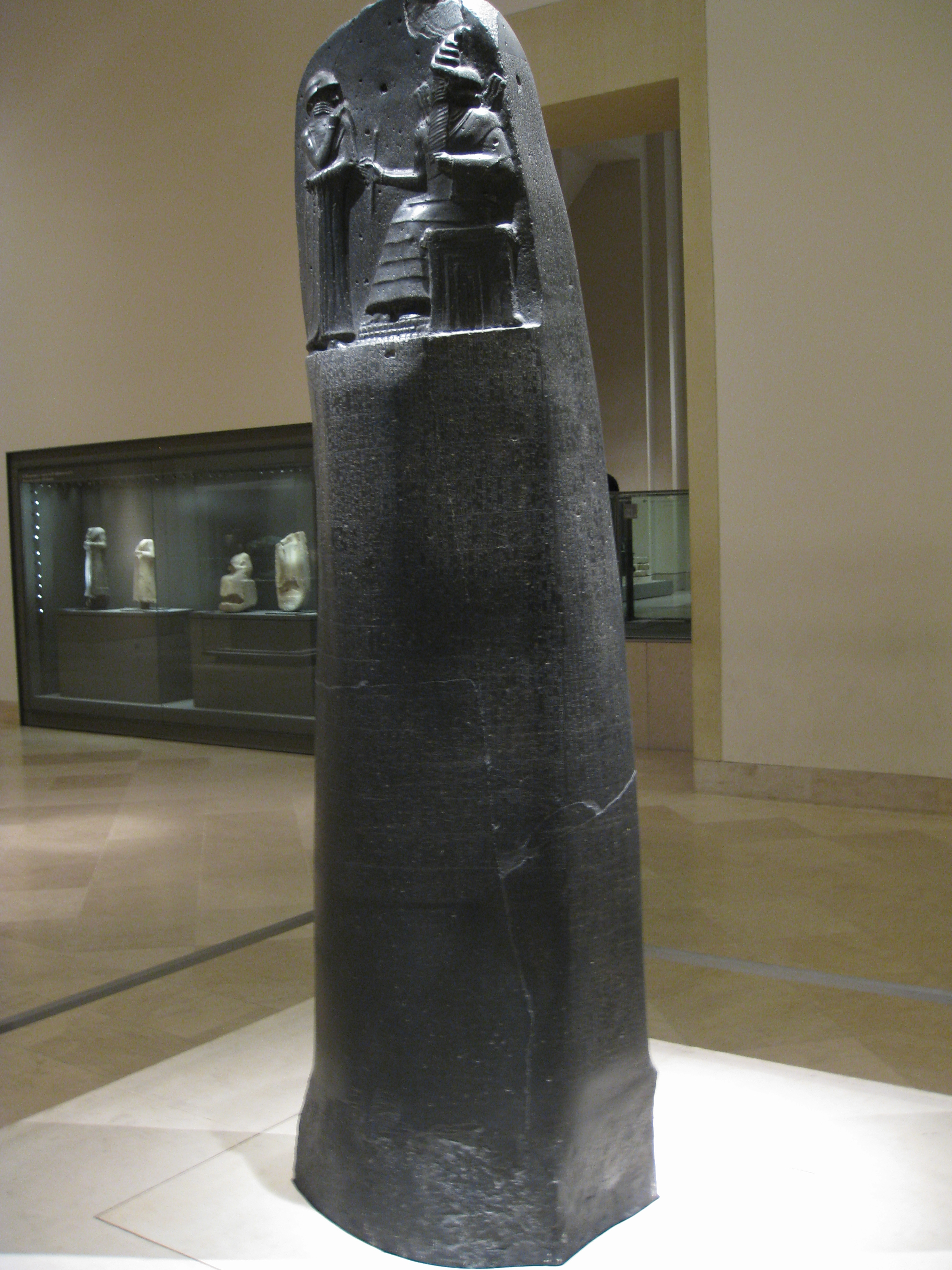
Стелла с высеченными на камне Законами Хаммурапи считается одним из древнейших правовых памятников в мире

Под правом в юридической литературе чаще понимается система общеобязательных, формально-определённых и гарантированных государством правил поведения, регулирующих общественные отношения. Нормы права являются основным регулятором социальной организации жизни общества, которые возникают под влиянием воли и сознания людей в результате специальной правотворческой деятельности государства (законодательной, судебной либо иной юрисдикционной), а также общества (референдумы). Поэтому в создании норм права в большей степени задействованы государственные институты, которые в дальнейшем следят за их соблюдением и наделены возможностью применения мер государственного принуждения для обеспечения исполнения правовых норм.
Право является наиболее институализированным регулятором, что требует более строгого и чёткого его закрепления и фиксации в официальных документах (нормативные акты, судебные решения, международные договоры и др.), которые имеют определённую форму, перечень атрибутов, порядок и способ принятия. Нормативным правотворчеством могут заниматься только определённые субъекты, которые собственно и формулируют юридические тексты и опубликовывают их для всеобщего исполнения. Помимо этого государство имеет полномочия санкционировать любые иные источники права (правовой обычай, правовая доктрина) и включать их в систему общеобязательных правовых норм.
Право всегда имеет регулятивное воздействие на общественные отношения, которое проявляется через наделение субъектов права конкретными юридическими правами и обязанностями. Отсюда, правовые нормы имеют заранее установленный способ своей реализации, и в случае его нарушения либо отклонения субъектов права от предписанной модели поведения, государство в лице своих уполномоченных органов может применить санкции и иные меры воздействия. Поэтому право всегда носит общеобязательный характер, направлено на неоднократное по времени применение и нацелено, прежде всего, на централизованное упорядочивание социальных отношений и связей в конкретном обществе.

###### Соотношение правовых норм с остальными социальными нормами
| Критерии                     | Право                                                                      | Мораль                                                         | Обычай                                                         | Религиозные нормы                                              | Корпоративные нормы                                                                                      |
| ---------------------------- | -------------------------------------------------------------------------- | -------------------------------------------------------------- | -------------------------------------------------------------- | -------------------------------------------------------------- | --- |
| 1. Способ формирования       | специально закрепляется государством (правотворчество)                     | возникает спонтанно в процессе общения людей                   | складывается в силу длительной практики                        | складывается в процессе веры в сверхъестественное              | создаётся в процессе организации и внутренней деятельности сообществ людей                               |
| 2. Форма существования       | в письменных источниках                                                    | в сознании людей                                               | поведенческая традиция, обыкновения                            | в письменных источниках и сознании людей                       | в письменных источниках                                                                                  |
| 3. Способ обеспечения        | меры государственного принуждения (юридическая ответственность)            | общественное осуждение и воздействие                           | обеспечивается самим фактом существования                      | церковное порицание и наказание в потусторонней жизни          | корпоративное принуждение организационного характера (предупреждение, выговор, исключение из сообщества) |
| 4. Характер воздействия      | регулирует взаимоотношения субъектов с точки зрения их прав и обязанностей | через сознание                                                 | деятельность, вошедшая в привычку                              | определяется вероисповеданием                                  | определяется членством в конкретной организации                                                          |
| 5. Обязательность реализации | общеобязательно                                                            | обязательны только для членов соответствующих социальных групп | обязательны только для членов соответствующих социальных групп | обязательны только для членов соответствующих социальных групп | обязательны только для членов соответствующих социальных групп                                           |

##### Обычай

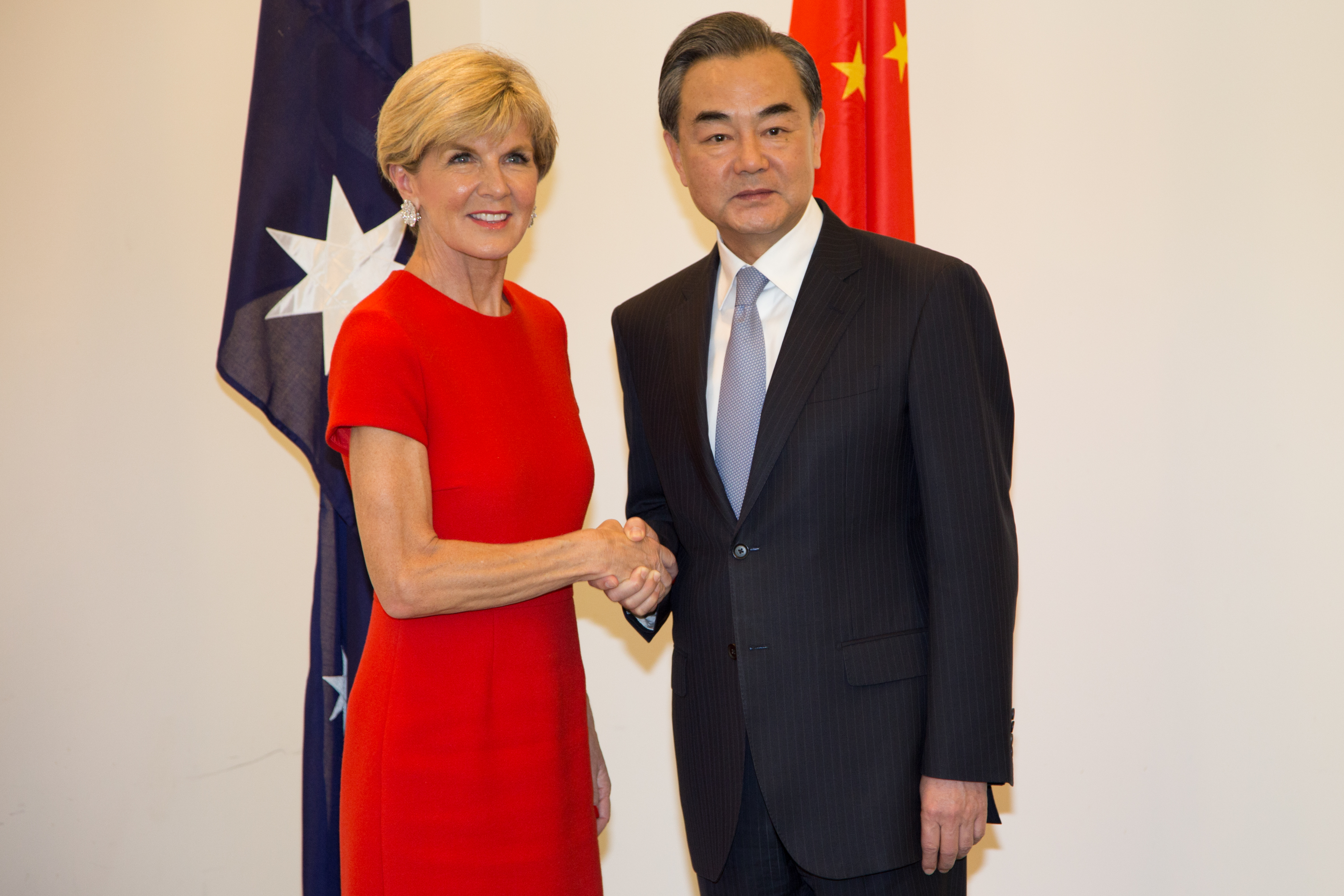
Рукопожатие является самым распространённым обычаем в общении между людьми

Обычаем является правило поведения, складывающееся и повторяющееся в течение длительного времени на основе опыта жизнедеятельности относительно большой группы лиц, которое исполняется добровольно в силу привычки.
Непосредственно сам обычай является неким поведенческим образцом и традицией, вырабатываемым в результате практической деятельности человека. Поэтому предписания обычая и практика его последующей реализации неотделимы друг от друга, и представляют собой детальное описание конкретного поведения в той либо иной ситуации внутри определённой социальной группы. Конкретный образец поведения человека сам по себе ещё не будет обладать признаками социальной нормы без наличия длительности практики его применения в определённой социальной среде, когда он в ней становится поведенческим стереотипом (длительной привычкой, передающейся из поколения в поколение), без которого становится невозможным регулировать социальные связи в данной группе.
По общему правилу обычай не имеет никакой письменной формы своей фиксации, а регулирующее воздействие происходит исключительно путём исполнения субъектом привычного алгоритма поведения, устоявшегося в конкретном обществе либо в социальной группе. Однако при взаимодействии права и обычая возникают правовые обычаи, которых государство может как документально зафиксировать в письменных текстах справочного характера, так и санкционировать применение любого неписанного обычая в своей правовой системе (международные правила Инкотермс, торговые обычаи, обычное международное право). При этом сами правовые обычаи по своей природе относятся, прежде всего, к источникам права, а не составляют особую разновидность обычая как такового. Регулирующее значение правового обычая состоит в том, что обязательный характер приобретают только сами последствия совершения тех либо иных действий, которые устанавливает обычная норма. Сама же обычная норма до момента её санкционирования никакого юридического значения для реализации правового обычая не имеет.
Исторически сложилось, что обычай является самой ранней социальной нормой, регулирующей общественные отношения. В связи с этим в мире существует огромное множество разнообразных обычаев, которые специфичны для различных этнических и социальных групп, а также имеют свои региональные и территориальные особенности. В современном обществе обычаи разделяются на национальные (например, сжигание Старого года в Эквадоре, свадебные обычаи башкир, выкуп невесты) и профессиональные (например, ношение академического шарфа, водный салют в авиации и флоте, удар бутылкой шампанского по борту корабля при спуске его на воду).

##### Мораль

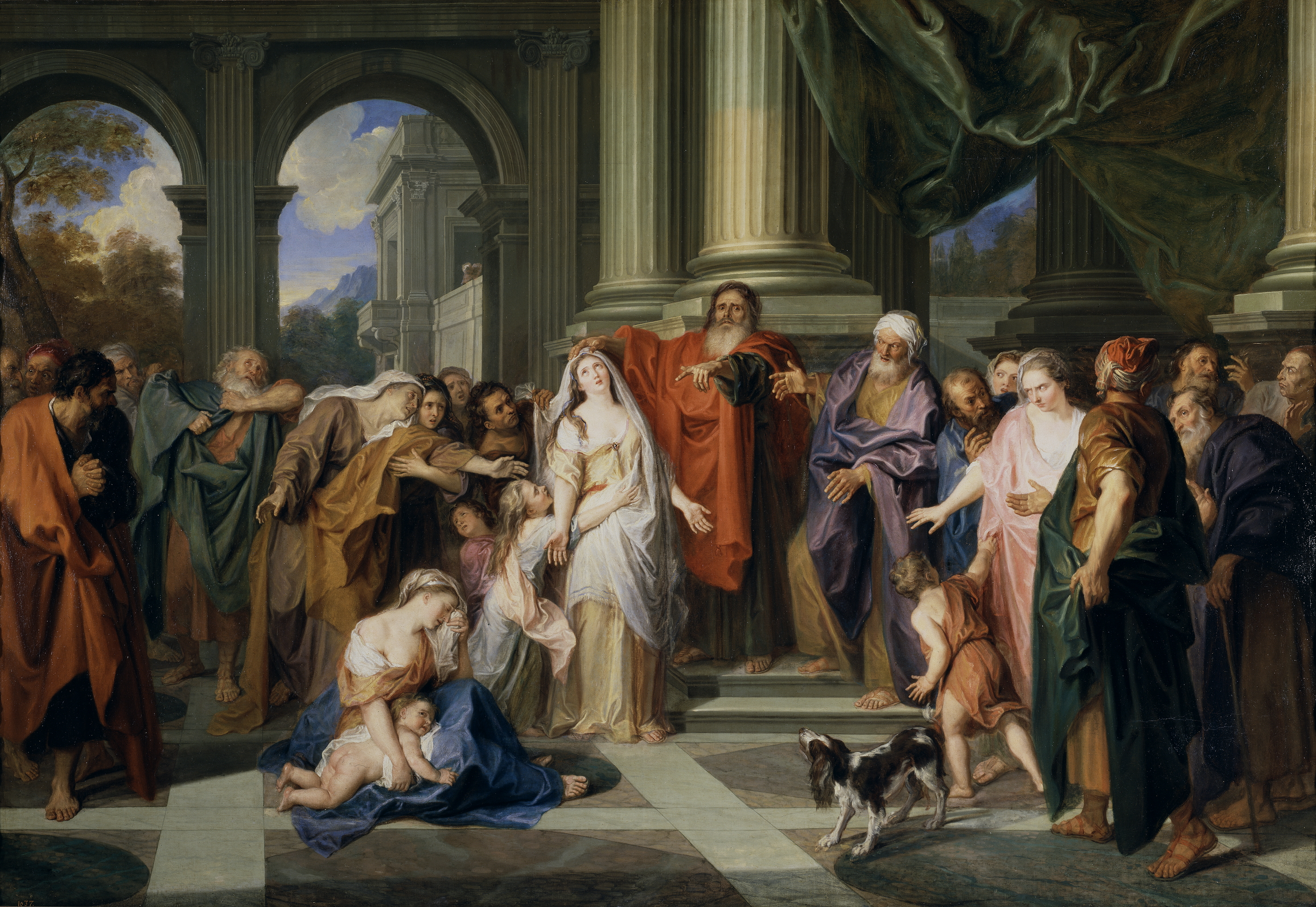
Сцена изобличения в супружеской измене, которую в обществе принято считать безнравственным поступком. Картина Антуана Куапеля, ок. 1695 г., Музей Прадо

Мораль — это правила поведения, основанные на представлениях о добре и зле, хорошем и плохом, существующие в общественном сознании и подкреплённые мерами общественного осуждения (общественным мнением). Мораль бывает личной — представление о должном поведении отдельно взятого человека, внутреннее убеждение, которое он не нарушает; и общественной (нравственность) — общепринятые представления о должном поведении в конкретном обществе.
Моральные нормы возникают в процессе общения людей как некая мера должного поведения каждого человека как по отношению к самому себе, так и к другим людям, и проецируется на общественное сознание, формируя духовные ценности общества. Поэтому нормы морали не могут существовать вне человеческого и общественного сознания. Они складываются из представлений о правильном и достойном образе жизни, которые, в свою очередь, основаны на идеях философии, этики, религиозном опыте. Поэтому моральные нормы не имеют какого-либо текстуального закрепления и строгой формы для фиксации. Они существуют в массовом сознании общества и людей в виде общих принципов, ориентиров, оценок, идеалов и убеждений, которые воздействуют с целью побуждения желательного поведения.
Исполнение моральных норм обеспечивается самим же обществом, которое их выработало, путём влияния и давления на субъектов общественным мнением. Общество может как порицать нарушителей морали, так и продемонстрировать массовый пример достойного поведения и убеждений о справедливости, чести, долге, и совести, которых должен придерживаться каждый член общества.

##### Религиозные нормы

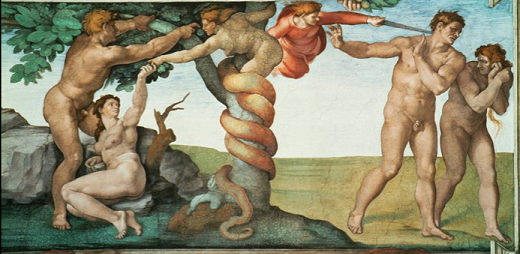
Первородный грех человека, заключающийся в ослушании Божьей воли как самого главного постулата всех религиозных норм. Картина Микеланджело

Религиозные нормы — правила поведения, основанные на вере в сверхъестественные существа и подкреплённые обещанием благополучия или наказания в потусторонней жизни. Такие нормы предельно чётко определяют границы того, что является божественным, а что — греховным.
Религиозные нормы содержатся в таких исторических источниках и писаниях, как Библия, Коран, Сунна, Талмуд, Танах, священных буддийских книгах и других. Также религиозные нормы формируются решениями соборов, конгрессов и иных объединений духовенства, органами и организациями церковных иерархий.
Регулирующее воздействие религиозных норм состоит не только в установлении порядка культового и обрядового богослужения и таинства, но и в закреплении довольно обширных правил светской жизни для верующих той либо иной религии. Практически все религиозные учения одновременно содержат как религиозную догматику и этику, так и практические нормы, связанные с повседневной жизнедеятельностью и мировоззрением людей. Например, Библия или Коран содержат большое число правил, связанные с имущественной, семейной, торговой сферами жизни общества. Поэтому посредством религиозных норм, изложенных в священных писаниях, регулируются как вопросы религиозной совести и нравственного воспитания приверженцев вероучений, так и вопросы бытового значения и внешнего взаимодействия между людьми. 
В религиозных учениях нормативное содержание дозволенного и запрещённого поведения подразделяет все поступки, совершаемые приверженцами религиозных верований, на обязательные, рекомендуемые, разрешённые, порицаемые и полностью запрещённые. Многие правила поведения являются результатом толкования религиозных норм видными богословами и теологами, которые тем самым не создают новых норм, а находят решения для их применения. Строгое исполнение норм осуществляется самим же религиозным сообществом под страхом наказания в потусторонней жизни и потерей божьей милости. Требования по соблюдению культовых обрядов обеспечивается религиозными организациями. Государство, следуя принципу светскости и отделения от него церкви, в такие отношения не вмешивается и не обеспечивает религиозные нормы мерами принуждения. Однако, в современном мире до сих пор существуют государства, в правовую систему которых встроены религиозные нормы, которые их охраняют и обеспечивают под угрозой государственного принуждения (например, шариат).

##### Корпоративные нормы
Корпоративные нормы представляют собой правила поведения, закреплённые в соответствующем документе (устав, положение, кодекс и др.), вырабатываемые относительно небольшой группой лиц — сообществом (профессиональными корпорациями, членами различных общественных объединений, общественных организаций, политическими партиями, профсоюзами, учебными заведениями, предпринимательскими союзами, клубами по интересам и т. д.) в процессе своей организации и деятельности, и обязательные для исполнения в рамках этой группы под угрозой корпоративного принуждения в виде предупреждения, выражающего недовольство поведением члена (участника) организации, так и исключением его из организации.
Корпоративные нормы имеют некое сходство с правовыми нормами: они также зафиксированы в письменных документах, систематизированы и принимаются с соблюдением определённого способа и порядка специальными субъектами, уполномоченными на их формирование. Однако у них отсутствует важный признак, присущий только праву — корпоративные нормы не носят общеобязательный характер и не обеспечиваются и не охраняются государством. Природа корпоративных норм состоит в том, что они регулируют только ту часть общественных отношений, которые не входят в предмет правового регулирования и не нуждаются в нём ввиду ненужности либо нецелесообразности (например, порядок вступления членов в частный клуб, правила и критерии для принятия жюри решения на конкурсе красоты, порядок избрания органов студенческого самоуправления и др.). 
Не следует путать корпоративные нормы с локальными актами, которые также действуют внутри определённого сообщества и имеют на него организационное воздействие. Однако локальные акты относятся к разновидности нормативных правовых актов и обеспечены соответствующими механизмами государственного принуждения для их исполнения. Так, правила внутреннего трудового распорядка можно оспорить в суде в рамках трудового спора, в отличие от правил вступления и пребывания в частном клубе либо правил соблюдения дресс-кода.

##### Иные социальные нормы
Наряду с перечисленными социальными нормами, в теории выделяются также эстетические нормы, под которыми понимаются правила (критерии, оценки) красоты и прекрасного в их противопоставлении безобразному. Некоторые исследователи выделяют политические нормы, которые регулируют отношения в рамках политической системы. Клод Леви-Стросс выделял культурные нормы, рассматривая их как совокупность ценностей, ритуалов, обычаев, связанных друг с другом взаимными функциональными связями и влияющих на поведение человека.

### Индивидуальное социальное регулирование
Индивидуальный акт — указание совершить определённые действия или воздержаться от каких-либо действий, адресованное индивидуально-определённому лицу (конкретный человек или определённая группа лиц).

## Технические регуляторы
К техническим регуляторам относятся технические нормы.
Техническая норма — правила эксплуатации технических средств и механизмов, регулирующие отношения между человеком и внешним миром (природой или техникой), которые не имеют социального содержания (Строительные нормы и правила, ГОСТы, Правила дорожного движения, Инструкции по эксплуатации бытовых приборов).

## Стихийные регуляторы
Стихийные регуляторы — это какие-либо объективные природные явления, а также процессы, в той или иной степени воздействующие на общественные отношения.
Стихийное регулирование, как правило, носит естественный характер и выражается, помимо абсолютных событий (явления природы и природные стихии), также в виде относительных событий в конкретном обществе (экономические кризисы, массовые сезонные заболевания, демографические проблемы, миграция населения, повышение уровня инфляции и др.). Одной из функций государства является контроль над указанными факторами, чтобы они не вносили дисбаланс в упорядочивание общественных отношений, но это не всегда удаётся.